# Золотой мальчик (мультфильм)
«Золотой мальчик» — советский кукольный мультфильм, который создал режиссёр Вадим Курчевский в 1969 году на киностудии «Союзмультфильм» в Творческом объединении кукольных мультфильмов.

## Сюжет
В одном городе жили Чёрный Разбойник, Розовый Король, Синяя Дама, Зелёный Медведь и Золотой Мальчик. Первые четыре героя думают, что мальчик в буквальном смысле золотой, и мечтают его заполучить, чтобы исполнить свои мечты: Разбойник хочет «завязать» и отдохнуть на курорте, Король — купить новый трон, Дама — украшения, а Медведь — вставить золотые зубы вместо удалённых, и стать «царём зверей».
Но на самом деле мальчик просто рыжий, а «золотым» его называют за отзывчивость и сострадание. Так, он помогает Медведю вставить белые зубы, которые, по его мнению, более эстетичны, благодаря чему Медведь вновь может есть сладости. Разбойнику мальчик советует устроиться дворником, благодаря чему тот с охотой начинает новую жизнь. Даму он спасает от одиночества, играя с ней в подвижные игры, и та возвращает былые красоту и молодость, и отказывается от потребления. И только Король долго не мог отказаться от старых предрассудков, но при перспективе стать музейным экспонатом в буквальном смысле, всё же выбирает новых друзей, отказываясь от регалий.
В итоге все понимают, что материальное богатство в жизни не главное.

## Съёмочная группа
| авторы сценария              | Е. Патрик, Вадим Курчевский |
| режиссёр                     | Вадим Курчевский |
| художник-постановщик         | Ольга Гвоздева |
| операторы                    | Михаил Каменецкий, Теодор Бунимович |
| композиторы                  | Александр Зацепин, Георгий Гаранян |
| текст песен                  | Александра Тимофеевского |
| звукооператор                | Владимир Кутузов |
| монтажёр                     | Надежда Трещёва |
| редактор                     | Раиса Фричинская |
| мультипликаторы:             | Майя Бузинова, Вячеслав Шилобреев, Павел Петров, Юрий Клепацкий |
| куклы и декорации выполнили: | Владимир Аббакумов, Галина Геттингер, Виктор Гришин, Светлана Знаменская, Вера Калашникова, В. Куранов, Геннадий Лютинский, Олег Масаинов, Валерий Петров, Марина Чеснокова, Семён Этлис |
| под руководством             | Романа Гурова |
| директор картины             | Натан Битман |
| роли озвучивали:             | Клара Румянова — Золотой мальчик / горожанки Анатолий Папанов — рассказчик / Чёрный разбойник / Зелёный медведь Готлиб Ронинсон — Розовый король / Синяя дама / зубной врач              |

## Отзыв критика
…экспериментируя в области кукольного фильма, Курчевский продолжает пополнять режиссёрский арсенал выразительных средств объёмной мультипликации, накапливает свои, когда-то спорные, а со временем ставшие безусловными экранные новации. …было сделано некое художественное открытие.

…Курчевский пытается найти различные способы применения колористической драматургии в кукольной мультипликации…. …в «Золотом мальчике», самая раскраска персонажей (разбойник там был тощим и чёрным, дама, одержимая манией приобретательства, толстой и пунцовой и т. д.) соответствовала их «внутренней» сущности. И только «золотой» мальчик на самом деле оказывался никаким не золотым, а самым обыкновенным симпатичным мальчуганом, умеющим, правда, делать людям (даже таким негодным, как вышеуказанные разбойник мещанка) добрые и полезные дела и тем самым перевоспитывать их.
— Л. Ф. Закржевская «Вадим Курчевский». Из серии «Мастера мультипликационного кино». Москва, 1987 год.

## Видео
- Мультфильм выпускался на DVD в сборнике «Кем быть, каким быть? Выпуск 1», «Союзмультфильм» (дистрибьютор «Союз»).[1]